# Tiiu Kull

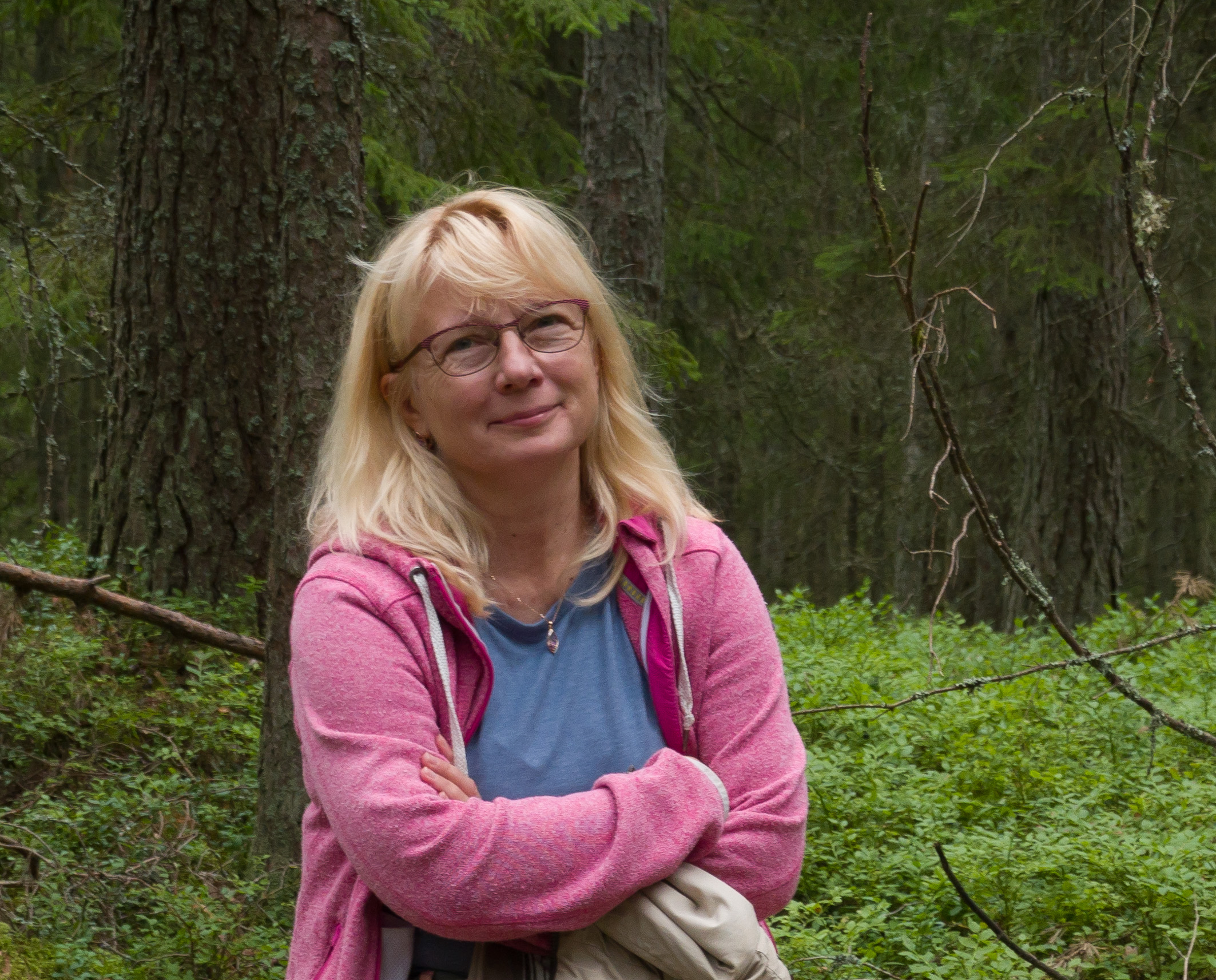
Tiiu Kull

Tiiu Kull (* 26. August 1958) ist eine estnische Botanikerin. Sie ist emeritierte Professorin an der Estnischen Universität der Umweltwissenschaften auf dem Lehrstuhl für Biodiversität und Naturtourismus am Institut für Agrar- und Umweltwissenschaften. Von 1998 bis 2017 leitete sie die dortige Abteilung für Botanik. Ein Schwerpunkt ihrer Forschung liegt auf Arbeiten zu Orchideen und zu Fragen der Biodiversität.

## Werdegang
Kull studierte von 1976 bis 1981 Biologie an der Universität Tartu. Ihre Diplomarbeit verfasste sie über die Systematik bestimmter Arten der Knabenkräuter (Dactylorhiza). Ab 1981 arbeitete sie als wissenschaftliche Mitarbeiterin bei der Estnischen Naturforscher-Gesellschaft, ab 1984 dann an der Universität für Umweltwissenschaften. 1993 bis 1997 promovierte sie ebenfalls an der Universität Tartu über die Populationsdynamik des Gelben Frauenschuhs. 2007 wurde sie zur Professorin berufen, seit dem 1. August 2022 ist sie emeritiert.
Sie war oder ist Mitglied im Vorstand verschiedener botanischer Institutionen, darunter des Estnischen Naturfonds, des Estnischen Orchideenschutzvereins sowie der Botanischen Gärten von Tallinn und Tartu. Von 2009 bis 2015 war sie zudem Mitglied eines Expertengremiums zu wissenschaftlichen Sammlungen im Auftrag des Estnischen Bildungs- und Forschungsministerium.

## Veröffentlichungen (Auswahl)
- Tiiu Kull: Fruit-set and recruitment in populations of Cypripedium calceolus L. in Estonia. In: Botanical Journal of the Linnean Society. Band 126, Nr. 1-2, Januar 1998, S. 27–38, doi:10.1111/j.1095-8339.1998.tb02513.x.
- Tiiu Kull: Cypripedium calceolus L. In: Journal of Ecology. Band 87, Nr. 5, Oktober 1999, S. 913–924, JSTOR:2648646.
- Tiiu Kull, Joseph Arditti (Hrsg.): Orchid Biology: Reviews and Perspectives, VIII. Springer, 2002, doi:10.1007/978-94-017-2500-2.
- Tiiu Kull, Michael J. Hutchings: A comparative analysis of decline in the distribution ranges of orchid species in Estonia and the United Kingdom. In: Biological Conservation. Band 129, Nr. 1, April 2006, S. 31–39, doi:10.1016/j.biocon.2005.09.046.
- Klaus Henle, Didier Alard, Jeremy Clitherow, Paul Cobb, Les G. Firbank, Tiiu Kull, David I. McCracken, Robin F. A. Moritz, Jari Niemelä, Michael Rebane, Dirk Wascher, Allan D. Watt, Juliette Young: Identifying and managing the conflicts between agriculture and biodiversity conservation in Europe–A review. In: Agriculture, Ecosystems & Environment. Band 124, Nr. 1-2, März 2008, S. 60–71, doi:10.1016/j.agee.2007.09.005.
- Tiiu Kull, Joseph Arditti, Sek-Man Wong (Hrsg.): Orchid Biology: Reviews and Perspectives, X. Springer, 2009, doi:10.1007/978-1-4020-8802-5.
- Dirk S. Schmeller, Pierre Henry, Romain Julliard, Bernd Gruber, Jean Clobert, Frank Dziock, Szabolcs Lengyel, Piotr Nowicki, Eszter Déri, Eduardas Budrys, Tiiu Kull, Kadri Tali, Bianca Bauch, Josef Settele, Chris van Swaay, Andrej Kobler, Valerija Babij, Eva Papastergiadou, Klaus Henle: Advantages of Volunteer-Based Biodiversity Monitoring in Europe. In: Conservation Biology. Band 23, Nr. 2, April 2009, S. 307–316, doi:10.1111/j.1523-1739.2008.01125.x.